# Midland, Texas
Midland là thành phố lớn thứ 234 của Mỹ và là quận lị của Quận Midland, Texas.
Midland ban đầu được thành lập ở điểm giữa của Fort Worth và El Paso trên tuyến đường sắt Texas và Pacific năm 1881. Thành phố này là quê hương của cựu Đệ Nhất Phu nhân Laura Bush, và của cựu tổng thống George H.W. Bush, George W. Bush, và cựu Đệ Nhất phu nhân Barbara Bush.